# Liban aux Jeux olympiques d'hiver de 2014
Le Liban participe aux Jeux olympiques d'hiver de 2014 à Sotchi en Russie du 7 au 23 février 2014. Il s'agit de sa seizième participation à des Jeux d'hiver.
La skieuse Jacky Chamoun, qui participe à ses deuxièmes Jeux olympiques, a été au centre d'une polémique et d'une enquête dans son pays, à la suite de la diffusion sur Internet de photographies et d'une vidéo la représentant à moitié nue pour un calendrier autrichien.

## Ski alpin
| Athlète          | Épreuves     | Course 1                  | Course 1 | Course 2                  | Course 2 | Total                     | Total |
| Athlète          | Épreuves     | Temps                     | Rang     | Temps                     | Rang     | Temps                     | Rang  |
| ---------------- | ------------ | ------------------------- | -------- | ------------------------- | -------- | ------------------------- | ----- |
| Alexandre Mohbat | Slalom géant | 1 min 38 s 96 (+ 17 s 88) | 75e      | 1 min 38 s 89 (+ 15 s 70) | 69e      | 3 min 17 s 85 (+ 32 s 56) | 69e   |
| Alexandre Mohbat | Slalom       | 1 min 3 s 77 (+17 s 7)    | 75e      | 1 min 18 s 2 (+24 s 8)    | 42e      | 2 min 21 s 79 (+39 s 95)  | 42e   |

| Athlète       | Épreuves | Course 1                | Course 1 | Course 2                 | Course 2 | Total                    | Total |
| Athlète       | Épreuves | Temps                   | Rang     | Temps                    | Rang     | Temps                    | Rang  |
| ------------- | -------- | ----------------------- | -------- | ------------------------ | -------- | ------------------------ | ----- |
| Jacky Chamoun | Slalom   | 1 min 16 s 5 (+23 s 43) | 58e      | 1 min 12 s 69 (+21 s 58) | 48e      | 2 min 28 s 74 (+44 s 20) | 47e   |